# Lucien Colonge
Benoît Lucien Colonge, né le 7 février 1869 à Saint-Georges-de-Reneins (Rhône) et mort à Saint-Donat-sur-l'Herbasse (Drôme) le 26 avril 1914, est un parolier et compositeur français.

## Biographie
Ancien élève du Conservatoire de Lyon, on lui doit les paroles de plus de 12.000 chansons sur des musiques, entre autres, de Georges Hamel, Léopold Gangloff, Émile Spencer, etc.
Sa romance Bonsoir Ninon, créée par Marius Richard à La Scala reste son titre le plus connu.
Un monument en son hommage avait été envisagé mais ne semble pas avoir vu le jour.

## Œuvres
comme parolier (sélection)

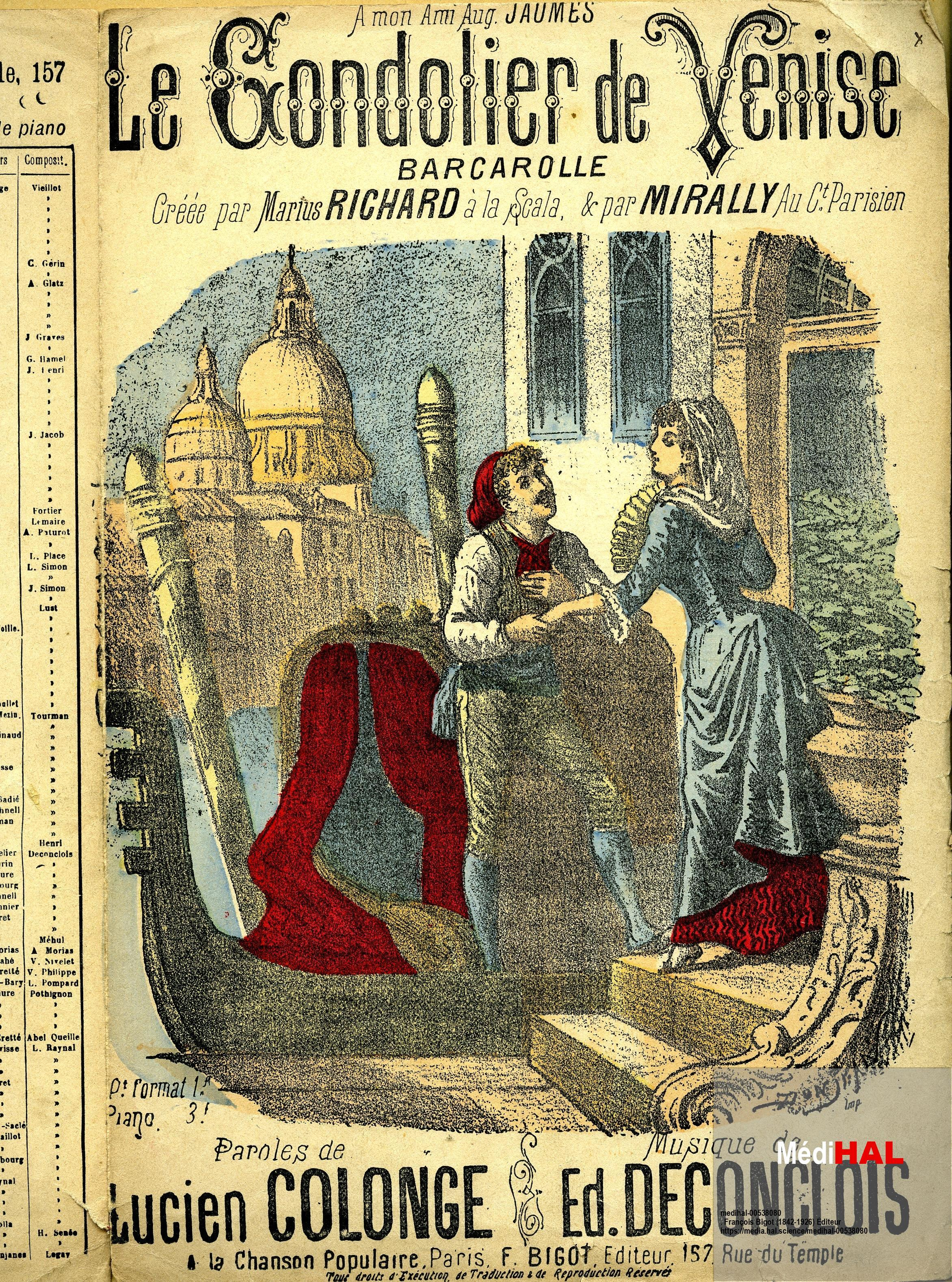
Le gondolier de Venise.

- 1889 : Derrière les p'tits soldats, chanson-marche, musique d'Hermand Brun, Lyon H. Brun éditeur
- 1890 : Le gondolier de Venise, barcarolle, musique d'Edmond Deconclois, Paris, F. Bigot éditeur
- 1890 : Brune et blonde, rondeau, musique d'Edmond Deconclois, Paris, F. Bigot éditeur
- 1890 : Bonsoir Ninon, romance, musique d'Émile Spencer, Paris, F. Bigot éditeur
- 1891 : L'aveugle de St Mandé, romance dramatique, musique d'Émile Spencer, Paris, F. Bigot éditeur
- 1891 : C'est la France qui passe, chanson patriotique, musique d'Edmond Deconclois, Paris, F. Bigot éditeur
- 1891 : Le beau toréador, boléro, musique d'Edmond Deconclois, Paris, F. Bigot éditeur
- 1893 : C'est fort, mais c'est rien !, chanson avec parlé, avec Robert Laurent, musique de Joanni Nove, Paris, E. Petit éditeur
- 1894 : Les bobonnes de Landouillard, chansonnette comique, musique de Raoul Benoit, Paris, E. Petit éditeur
- 1894 : Adieu l'amour ! l'amour trompeur !, romance, musique d'Émile Spencer, Paris, F. Bigot éditeur
- 1894 : Baisers de la folie, ou Voltigez près de ma Ninon !, romance, musique d'Edmond Deconclois, Paris, F. Bigot éditeur
- 1897 : Au Bazar de la Charité (ou L'incendie du Bazar de la Charité), musique de Joseph-Marie Claudel, Paris, F. Bigot éditeur
- 1898 : C'est nous les balladeuses, chansonnette-duo, musique de J. Simon, Lyon, Massard éditeur
- 1900 : Le boléro de la sierra, chanson espagnole, musique de Lambert Simon, Paris, A. Labonde éditeur
- 1902 : L'abbé de Cour, musique de Théophile Tavernier, Lyon, Lucien Colonge éditeur
- 1909 : Graziella la jolie, valse, avec Honoré Pion, musique de A. Delattre et Berthe Devaux, Paris, Galerie parisienne de musique éditeur
- 1910 : Reviens, Cunégonde !!!, duo-scène, avec Emmanuel Zamor, musique d'Albert-Maxime Baudard[5] et Berthe Devaux, Paris, A la chanson joyeuse éditeur
- 1911 : Souviens-toi, Ninon !, avec Géraum, musique de P. Silvie et Berthe Devaux, Lyon, répertoire Géraum et Lucien Colonge
- 1911 : Tais-toi, canon !, chanson, musique de Théophile Tavernier et Berthe Devaux, Lyon, Orgeret éditeur
- 1911 : Par les nuits de Sorrente, mélodie-valse, musique d'Alfred Vieillot[6] et Berthe Devaux, Lyon, Orgeret éditeur
- 1911 : La patrie des roses, chanson valse, musique d'Henri Lieutaud et P. Silvie, Lyon, Orgeret éditeur
- 1912 : Les rossignols chantaient, musique de V. Vandercamère et Berthe Devaux, Lyon, Orgeret éditeur
- 1913 : Reliques d'amour, chanson, avec André Bonnardel, musique de Pierre Codini[7], Paris, M. Labbé éditeur
- 1914 : Sème le bon grain, musique de Jean Graves et Désiré Brouillet[8], Lyon, Orgeret éditeur

comme compositeur
- 1899 : Les Clowns en goguette, ballet en 1 acte, musique de Lucien Colonge, J. Simon et Alfred Vieillot, au Grand-Théâtre d'Avignon (21 janvier)
- 1899 : Une Fête à Nanterre, ballet en 1 acte, musique de Lucien Colonge, J. Simon et Alfred Vieillot, au Grand-Théâtre d'Avignon (21 janvier)
- 1899 : Un bal dans le monde chic, chanson-mazurka, paroles de Lucien Colonge, musique de Lucien Colonge, Paul Doubis et Louis Mège, Paris, G. Rose & fils et H. Colas éditeurs
- 1910 : Calembredaines, duo-scène pour chant et piano, paroles de Géraum, musique de Lucien Colonge, Berthe Devaux et J. Simon, Paris, Lucien Colonge et Géraum éditeurs
- 1910 : Venise est endormie, mélodie valse, paroles d'Honoré Pion, musique de Lucien Colonge, Berthe Devaux et C. Perrin, Paris, Galerie parisienne de musique éditeur
- 1911 : Exercice en chambre, duo-scène pour chant et piano, paroles d'Emmanuel Zamor, musique de Lucien Colonge, Berthe Devaux et C. Perrin, Paris, A la chanson joyeuse éditeur

comme auteur
- 1898 : Baba-Bouzouck, opérette en 1 acte, avec Antoine Garofalo, musique de Camille Combret, au Théâtre-Cirque d'Alger (24 juin)
- 1899 : Comptabilité domestique, comédie en 1 acte avec Jean Tranchant, au Grand-théâtre d'Avignon (21 janvier)
- 1909 : L'Accusé, comédie-vaudeville en 1 acte, musique d'Alfred Vieillot, au Théâtre Municipal d'Avignon (12 décembre)